# Télésat
Ne doit pas être confondu avec Télésat Canada.
 (avril 2022).
Si vous disposez d'ouvrages ou d'articles de référence ou si vous connaissez des sites web de qualité traitant du thème abordé ici, merci de compléter l'article en donnant les références utiles à sa vérifiabilité et en les liant à la section « Notes et références ».

Ancien logo de Télésat Numérique

TÉLÉSAT est une société active dans le secteur de l'audiovisuel et propose aux téléspectateurs belges francophones un service de télévision par satellite avec abonnement ainsi qu'une offre regroupant la TV, l'Internet et la téléphonie fixe : l'All-in-One. 
La même société est active pour les belges néerlandophones sous le nom de TV Vlaanderen.

## Historique
2009 - TéléSAT fut commercialisée par la société Airfield et passe sous licence au sein du groupe M7. 
Le groupe M7 contrôle également Canal Digitaal aux Pays-Bas, TV Vlaanderen en Belgique néerlandophone, Austriasat en Autriche.
2010 - Ajout de l'option « TV-VLAANDEREN » qui permet de souscrire une sélection de chaînes néerlandophones.
2013 - TéléSAT offre la possibilité aux clients « Mobistar TV » de continuer à profiter de la télévision numérique par satellite.
2014 - À la suite de la commercialisation de la Motionbox, TéléSAT propose l’accès à la VOD (Vidéo à la demande) à ses consommateurs.
2015 - Lancement du Décodeur HD interactif MZ-101 et de l'Enregistreur HD interactif MP-201.
2019 - Groupe Canal+, filiale de Vivendi, rachète M7 Group SA en septembre 2019.
2020 - M7 Group SA, filiale de Vivendi, des juillet 2020 devient l'entité Canal+ Luxembourg S.a.r.l., et Canal VOD est lancé.

## Caractéristiques techniques
Contrairement à d'autres fournisseurs, il n'est pas nécessaire d'avoir un récepteur satellite dédié. 
Il faut savoir qu'une partie des chaînes (chaînes RTBF.be & chaînes belges de RTL Group) sont diffusées au format DVB-S2 (H.264) en mélangeant sur le même transpondeur des chaînes simple définition (SD) et en haute définition (HD), il est donc nécessaire de disposer d'un récepteur HD. Les autres chaînes francophones sont une reprise du bouquet Canalsat, du bouquet AB Sat (BisTV...) et du bouquet Orange (entreprise) et sont accessibles avec un récepteur HD parce que le signal H.264 est plus compressé et donc permet de faire passer plus de chaînes sur une même largeur de bande
Bien que le produit Télésat ait été vendu comme une solution HD, il faut bien constater qu'à l'heure actuelle peu de chaînes francophones sont diffusées en vraie HD (720p ou 1080i) par cet opérateur mais celui-ci améliore son offre de mois en mois et possède à l'heure actuelle TF1 HD, France2 HD, LaUne HD, RTL TVI HD, Nat Geo Wild HD, TCM HD et Arte HD qui est diffusé en clair.
Les chaînes Télésat sont diffusées sur les positions 19.2° Est (Astra 1) et 13° Est (Hotbird), une tête double ou deux têtes ou une motorisation de parabole sont donc nécessaires (à remarquer que TV-Vlaanderen diffuse aussi sur Astra 3 à 23.5°Est et qu'il est possible de recevoir Een et Canvas en HD avec la carte Télésat sur ce satellite).